# Eubatas
Eubatas is een geslacht van wantsen uit de familie van de Miridae (Blindwantsen). Het geslacht werd voor het eerst wetenschappelijk beschreven door William Lucas Distant in 1884.

## Soorten
Het genus bevat de volgende soorten:

- Eubatas bahiana Carvalho & Wallerstein, 1978
- Eubatas chiriquinus Distant, 1884
- Eubatas lombardensis Carvalho & Costa, 1991
- Eubatas pirapora Carvalho & Wallerstein, 1978